# Adam Fawer
Adam Fawer (New York, 1970) is een Amerikaans auteur van thrillers. Hij woont met vrouw en twee kinderen in New York.

## Prijs
- 2006 - Best First Novel van International Thriller Writers voor De Einstein code